# El affaire Dominici (película de 2003)
El affaire Dominici es un telefilm rodado en Cormeilles-en-Parisis y Val-d’Oise y dirigido por Pierre Boutron, estrenado en el año 2003.

## Argumento
Aborda el caso judicial llamado ‘El caso Dominici’, o ‘El affaire Dominici’. El caso Dominici es un caso criminal que ocurrió en Francia. Durante la noche del 4 al 5 de agosto de 1952 Jack Drummond, su esposa Anne y su hija Elisabeth fueron asesinados en las cercanías de una propiedad industrial que les pertenecía, ‘China continental’, la explotación familiar Dominici en la ciudad de Lurs en los Alpes. En 1952, a sus 75 años, Gaston Dominici fue declarado culpable del brutal asesinato triple.